# Spilosoma erythrozonata
Spilosoma erythrozonata är en fjärilsart som beskrevs av Vincenz Kollar 1844. Spilosoma erythrozonata ingår i släktet Spilosoma och familjen björnspinnare. Inga underarter finns listade i Catalogue of Life.